# Кербенген, Настасья Геннадьевна
Наста́сья Генна́дьевна Ке́рбенген (род. 2 марта 1986, Легница) — российская актриса.

## Биография
Настасья родилась 2 марта 1986 года в городе Легница, Польша. Отец — русский, мать — немка, бабушка — бельгийская баронесса фон Кербенген. Настасья окончила Международный институт энергетической политики и дипломатии МГИМО по специальности экономист-международник в сфере ТЭК.
В 2014 году училась в школе Actors Space в Берлине. В 2018 году окончила Российский институт театрального искусства — ГИТИС по специальности «Артист драматического театра и кино», курс В. Р. Беляковича.
Начала свою карьеру в кино в 2012 году, снимаясь в любительских проектах, сыграла главные роли в фильмах «Шагая по канату» (2012) и «Шкварки» (2013). В дальнейшем играла небольшие роли в ряде фильмов и телесериалов.
С 2014 года также играет в театре, участвовала в спектаклях Театре на Юго-Западе, Театра на Таганке, театра «Компас», ЦДР на Беговой и других. В 2018 году вместе c Виктором Вержбицким сыграла в спектакле «Путь комет — поэтов путь. Марина и Райнер» в Российско-немецком доме в Москве, исполнив роль Марины Цветаевой.
В 2018—2021 годах играла в сериалах «СеняФедя», «Пелена», «ИП Пирогова», «Метод Михайлова».
В 2021 году сыграла главную роль в фильме «Учёности плоды», где её партнёром стал Сергей Безруков. Российские кинокритики положительно оценили её роль. Варвара Ульяненок («После титров»): «Настасья Кербенген составила Безрукову отличную пару, её фрау Шиллер получилась достаточно холодной и отстранённой, не потеряв при этом чувственность и душевность». Главный редактор издания «МосКультура» Михаил Брацило также отметил, что Настасья великолепно передала характер персонажа. Кинокритик News.ru: «Наблюдать за плачущим Безруковым и глубокомысленно молчащей Настасьей Кербенген по-своему интересно. Между героями есть химия, но она воспринимается как нечто болезненное — побочный эффект войны». Вероника Скурихина («Киноафиша»): «Настасью Кербенген, австрийскую баронессу с берлинским немецким и русской театральной школой, которая исполнила роль фрау Шиллер, разумеется, все называют открытием». Режиссёр фильма Игорь Угольников так отзывался о ней: «Моим главным открытием стала исполнительница роли фрау Шиллер — российская актриса австрийского происхождения Настасья Кербенген. Теперь я понимаю, что чувствовал шведский продюсер Мориц Стиллер, когда „открыл“ Грету Гарбо и дал ей первую роль. Я ощущаю нечто похожее. Настасья, обладая удивительной харизмой, изящным немецким и крепкой актёрской школой моего родного ГИТИСа, смогла создать сложнейший образ. Она так молчит в кадре, что мы можем прочитать её мысли». За эту роль Настасья была удостоена премий кинофестивалей «Вече», «Виват, кино России!» и фестиваля военного кино имени Юрия Озерова.

## Личная жизнь
Замужем. Некоторое время вместе с супругом жила в Новосибирске, затем переехала в Москву.

## Фильмография
- 2012 — Шагая по канату — Алиса
- 2013 — Шкварки — Лена
- 2014 — Цена игры — Катрин
- 2015 — НЕлюбовь — Тамара в молодости
- 2016 — Чудо-ребёнок (короткометражный) — мама Васи
- 2017 — Оптимисты — немка из русского сектора
- 2017 — Родительская суббота
- 2018 — Родительское право — директор детсада
- 2018 — Пелена — Лида, секретарь Камышева
- 2018 — СеняФедя — Светлана
- 2019 — Ева (короткометражный) — директриса
- 2020 — Зови меня мамой — мама
- 2020—2021 — ИП Пирогова-3 — Инесса, жена Коли
- 2021 — Метод Михайлова — Ольга Колесникова, хирург
- 2021 — Учёности плоды — фрау Мария Шиллер
- 2022 — Начальник разведки — Милдред Харнак, жена «Корсиканца»
- 2022 — Седьмой — Даша
- 2022 — Отчаянная невеста
- 2023 — Топор 1945. Кёнигсберг — Петра, жена офицера СС Роберта

## Театральные работы
- 2014 — «Трактирщица» — Мирандолина (Новосибирский дом актёра)
- 2015 — «Песочный человек» — Олимпия (Театр на Юго-Западе)
- 2016 — «Коварство и любовь» — Луиза (Российско-немецкий дом)[18]
- 2017 — «Дракон» (Театр на Юго-Западе)
- 2017 — «Lovestory (Пришёл мужчина к женщине)» — Дина (Театр Компас)
- 2017 — «Чёрный русский» — Лукерья (Особняк Спиридонова)
- 2017 — «Контрабасни» — Филатка (Центр драматургии и режиссуры на Беговой)
- 2018 — «Марина. Райнер. 1926» — Марина Цветаева (Российско-немецкий дом)
- 2019 — «Фальшь» — Рита (Театр на Таганке)
- 2019 — «Женщины без границ» — Нина (Дом Высоцкого на Таганке)
- 2022 — «Лёгкость. Невыносимо» — Тереза (Арт-пространство Point на Полянке)

## Награды и номинации
- 2021 — Премия Всероссийского кинофестиваля «Вече» в категории «Лучшая актриса»[19]
- 2022 — Премия фестиваля «Виват кино России!» в категории «Лучшая женская роль»[20]
- 2022 — Лонг-лист премии «Ника» в категории «Лучшая женская роль»[21]
- 2022 — Премия «Золотой меч» международного фестиваля военного кино имени Ю. Н. Озерова в категории «Лучшая женская роль»[22]